# Homosexualität in Eritrea

Eritrea auf der politischen Weltkarte

In Eritrea sind homosexuelle Handlungen illegal und werden in der Regel strafrechtlich mit bis zu drei Jahren Gefängnis bestraft. Darüber hinaus sind LGBT-Personen Feindseligkeiten in der breiten Bevölkerung ausgesetzt.

## Illegalität
Sowohl männliche als auch weibliche gleichgeschlechtliche sexuelle Handlungen sind in Eritrea illegal. Gleichgeschlechtliche sexuelle Handlungen sind in Abschnitt II (sexuelle Abweichungen) des Strafgesetzes von 1957 verboten, das nach der Unabhängigkeit von Äthiopien übernommen wurde und selbst ein Erbe der britischen Kolonialzeit ist. In der Praxis ist wenig über die Anwendung dieses Gesetzes bekannt, da die staatlich kontrollierte eritreische Presse überhaupt nicht über die Verfolgung von Homosexualität berichtet.
Die britische Botschaft in Asmara berichtet, dass Personen, die bei homosexuellen Aktivitäten ertappt werden, regelmäßig strafrechtlich verfolgt und für schuldig befunden werden. Dafür werden regelmäßig Razzien bei bekannten oder vermuteten Lesben und Schwulen im Land durchgeführt. In vielen Fällen wird keine Anklage erhoben, und den Familien der beschuldigten Homosexuellen werden Informationen über ihren Zustand oder den Ort, an dem sie festgehalten werden, vorenthalten. Das eritreische Justizsystem ist undurchsichtig und geht oft willkürlich mit Anschuldigungen wegen homosexueller Handlungen um. Misshandlung, Folter und Schläge von Gefangenen sind an der Tagesordnung, und einige Gefangene wurden illegal hingerichtet.
Trotzdem berichtet das Foreign, Commonwealth and Development Office, dass die Todesstrafe in Eritrea 2013 nicht angewandt wurde. 2003 wurden sechs schwule Männer in einer öffentlichen Toilette in Asmara verhaftet und anschließend in das Adi-Abeyto-Gefängnis verlegt, das für die Unterbringung von politischen Gefangenen und Journalisten bekannt ist. Selbst diejenigen, die nur geringe Verbindungen zur LGBT-Gemeinschaft in Eritrea haben, sind dem Risiko ausgesetzt, wegen gleichgeschlechtlicher Handlungen verdächtigt und infolgedessen verhaftet und eingesperrt zu werden.
Die Regierung Eritreas hat einen Aufruf des Menschenrechtsrats der Vereinten Nationen im Rahmen der allgemeinen regelmäßigen Überprüfung abgelehnt, gleichgeschlechtliche sexuelle Aktivitäten zu legalisieren. Dies stehe in „direktem Widerspruch zu den Werten und Traditionen des eritreischen Volkes“.
Aufgrund der Illegalität gibt es kein Antidiskriminierungsgesetz sowie keine rechtliche Anerkennung gleichgeschlechtlicher Ehen oder eheähnlicher Lebensgemeinschaften. Zudem dürfen LGBT-Menschen nicht im Militär dienen oder Kinder adoptieren. LGBT-Personen werden dadurch in den gesellschaftlichen Untergrund gedrängt.

## Umgang mit LGBT-Ausländern
2013 wurde Paolo Mannina, ein schwuler italienischer Staatsbürger, von seiner Stelle als Literaturprofessor an einer technischen Schule in Asmara entlassen und aus Eritrea ausgewiesen. Mannina willigte in die Ausreise ein, da er angeblich um seine Sicherheit fürchtete. Es wurde keine offizielle Erklärung für seine Ausweisung aus dem Land gegeben, aber die eritreische Regierung erklärte, Mannina sei eine „gefährliche Person, die die moralische Ordnung und die Öffentlichkeit des Landes potenziell destabilisiere“. Im Jahr 2004 wurden drei Hotelangestellte aus westlichen Ländern wegen homosexueller Handlungen aus Eritrea ausgewiesen.